# Nāḩiyat Sabbah
Nāḩiyat Sabbah (arabiska: ناحية سبة) är ett subdistrikt i Syrien.   Det ligger i provinsen Tartus, i den västra delen av landet, 160 km norr om huvudstaden Damaskus.
Trakten runt Nāḩiyat Sabbah består till största delen av jordbruksmark. Runt Nāḩiyat Sabbah är det tätbefolkat, med 297 invånare per kvadratkilometer.